# Бодак Ярослав Антонович
Яросла́в Анто́нович Бо́дак (нар. 13 квітня 1934, с. Вапенне Краківське воєводство, Лемківщина, нині Польща — 17 лютого 2016, Львів) — український музикознавець, етномузиколог, педагог, фольклорист. Член Національної спілки композиторів України (1998).

## Життєпис
Народився 13 квітня 1934 р. у с. Вапенне Краківського воєводства, Польща, у багатодітній інтелігентній сім'ї. Батько, Антон Бодак, був природженим музикантом, майстерно грав на скрипці, був реґентом церковного хору.
Ярослав здобував початкову освіту у місцевій сільській школі. Змалку відчував потяг до музики, з допомогою батька навчився грати на скрипці, підбирати на слух мелодії.
У квітні 1945 року разом із батьками депортовано з території Польщі у Ворошиловградську область (нині Луганська область), в село Біла Гора Лисичанського (зараз — Попаснянського) району.
Внаслідок несприятливих місцевих умов для проживання горян згодом родина Бодаків вирішує перебиратися на Захід, поближче до Карпат, відтак вони перебираються до села Підлісся поблизу Бучача. А звідси, проживши тут недовгий час, переїздять у м. Борислав, де отримують житло і роботу.
У Бориславі Ярослав Бодак закінчує семирічну школу, після чого у 1949 р. вступає у Дрогобицький нафтовий технікум, де продовжує самотужки займатися музикуванням та співає у студентськім хорі.
У 1958 р. вступив на фортепіанний відділ Бориславської вечірньої музичної школи, викладач — Ірина Миколаєвич.
У 1962 р. вступає до Дрогобицького музичного училища, де з відзнакою закінчує два відділи — дириґентсько-хоровий та музично-теоретичний. Отримує направлення для продовження навчання до консерваторії.
У 1967 р. Ярослав вступає на композиторський відділ, а у 1972 року закінчує Львівську консерваторію (викладач В.Гошовський).
Студентська робота Ярослава Бодака «Лемківське весілля на Горличчині» 1972 р. здобула перше місце та золоту медаль на конкурсі студентських робіт у Москві.
Від 1967 року викладав музично-теоретичні дисципліни у Дрогобицькому музичному училищі, викладач-методист, викладач вищої категорії.
Проживав у місті Борислав Львівської області.
У 1989 р. — став членом Бориславської церкви ЄХБ. Викладав теорію музики в Українській Баптистській Теологічній Семінарії. Організував хор у Трускавецькій церкві.
Помер на 82 році життя, 17 лютого 2016 року, похований на кладовищі «Гукова Гора», м. Борислав.

## Дослідження
Досліджував традиційну музичну творчість лемків у контексті їх місця в українському фольклорі крізь призму сучасної етномузикології.
Записував пісні від Анни Драган та інших лемківських співачок.

## Праці
Поставивши перед собою складне завдання зберегти бодай частку музичного фольклору Лемківщини — субетнічної гілки українського народу, що найбільше перетерпіла внаслідок депортацій та «добровільних переселень», — Я.Бодак зібрав близько 1000 його зразків. 660 пісень записано від унікальної знавчині музичної спадщини Лемківщини — Анни Драган. У своїх працях, частина яких ще не опублікована, основну увагу зосереджує на традиційній творчості лемків у контексті її місця в українському фольклорі крізь призму сучасної етномузикології.

### Музикознавчі праці
- Весілля на Лемківщині//«Наша культура». — Варшава.- 1973. — чч. 7- 10.
- Лемківські народні пісні/У «Наше Слово». — Варшава. — 1972—1976 р.р.
- Лемківські весільні пісні//У зб. «Весільні пісні», кн.2. — Київ. — Наукова думка. — 1982.
- Типи лемківських ладкань Горличчини// Третя конференція дослідників народної музики червоноруських (галицько-володимирських) та суміжних земель. — Львів.- 1992. Ред.-упор. Б.Луканюк.
- Пісні Анни Драган: //У зб. «Бойки». — 1998 — ч.ч. 22-52.
- Співець Карпатського краю. Нарис про життя і творчість А.Кос-Анатольського//Наша культура. — Варшава. — 1989. — ч. 12.
- Авторські пісні Анни Драган: (до питання психології народної пісенної творчості)//«Народній пісні я життя присвятив». 36 статей, присв. В.Гошовському. Ред.-упор. В.Пасічник. — Львів. — 2001.
- Лемківське весілля у записах XIX — поч. XX ст. Вступ та редакція Ярослав Бодак. Зібрали та до друку підготували О.Маслей і В.Пилипович. — Горлиці, Польща. — 2005.
- [Архівовано 17 березня 2016 у Wayback Machine.] Лемківщино моя мила… Пісні Анни Драґан з Галицької Лемківщини / Ярослав Бодак. — К. : Український рейтинг, 2011. — 372 с.

### Художні твори
- «За чужими кордонами». Повість. Дрогобич, «Посвіт», 2016. ISBN 978-617-7401-02-4

### Неопубліковані праці
«Лада». Пісні Анни Драган: з Лемківщини (у збірнику, зокрема, вперше в українській фольклористиці подано повний запис лемківського весілля з нотами, текстом і науковим апаратом).